# Protea comptonii
Protea comptonii (лат.) — небольшое дерево, вид рода Протея (Protea) семейства Протейные (Proteaceae), произрастает в Южной Африке и Эсватини.

## Ботаническое описание
Protea comptonii — небольшое дерево высотой 4-8 м с округлой открытой кроной и стволом до 50 см в диаметре. Толстая пробковая кора окрашена в серый цвет, образует слой толщиной до 20 см. Это долгоживущий вид с продолжительностью жизни от 50 до 100 лет. Соцветия представляют собой специализированные структуры, называемые антодием, также известные как цветочные головки, содержащие сотни редуцированных цветков. Цветочные головки окружены «обволакивающими прицветниками»; эти прицветники кремового цвета и гладкие. Наряду с Protea curvata и P. rubropilosa этот вид имеет большое цветоложе у основания цветочной головки, имеющее куполообразную форму, которое считается более ранней эволюционной характеристикой. Длина столбика от 65 до 80 мм.

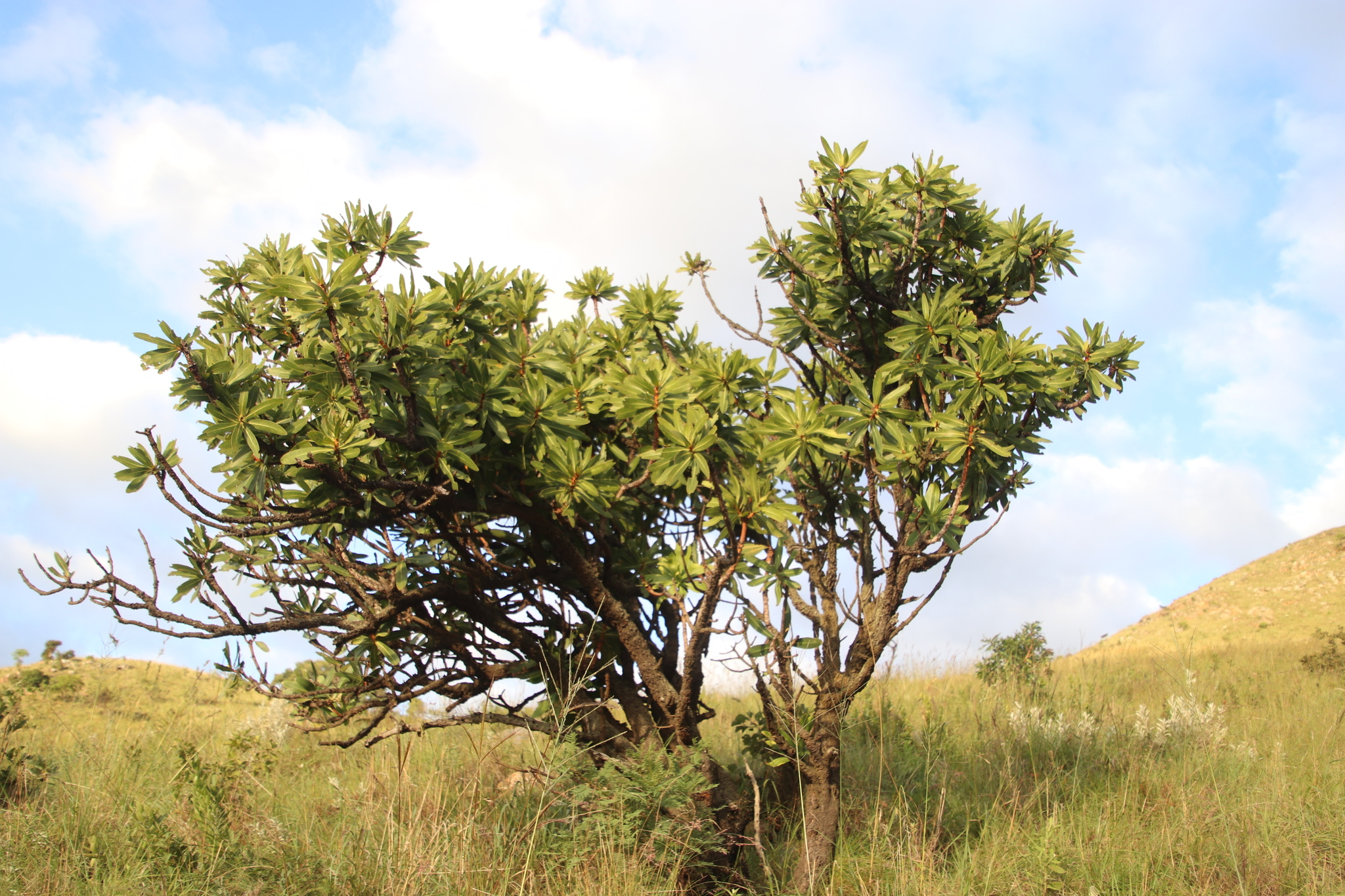
Общий вид
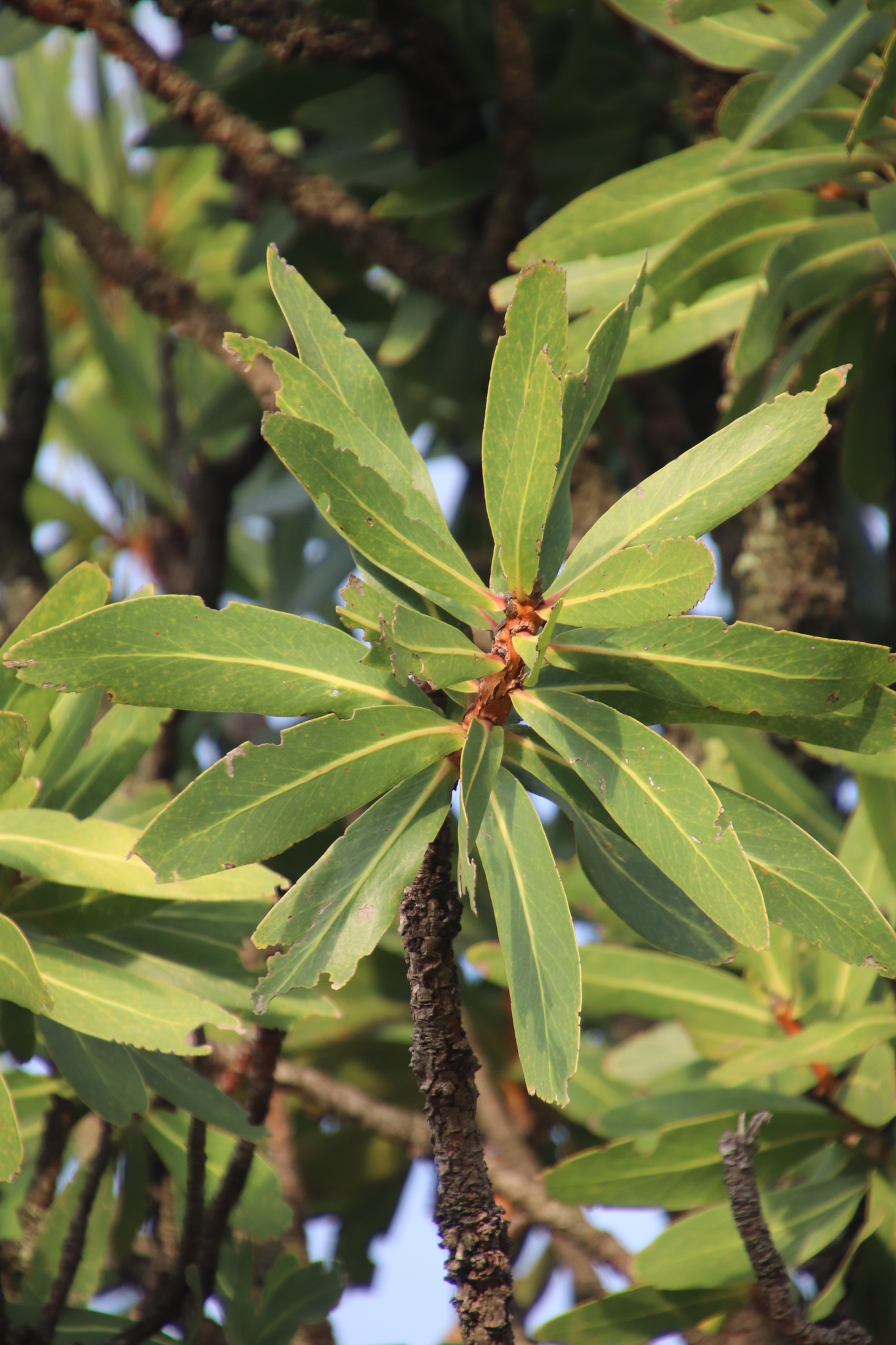
Листья

## Таксономия
Вид был впервые описан Джоном Стэнли Бирдом в 1958 году. P. comptonii был помещён Тони Ребело в 1995 году в секцию Protea Patentiflorae вместе с P. angolensis, P. curvata, P. laetans, P. madiensis и P. rubropilosa. Однако правомерность этой группы сомнительна. Видовое название — в честь южноафриканского ботаника Роберта Гарольда Комптона, который (среди прочего) провел значительную часть своей карьеры, работая над флорой Эсватини.

## Распространение и местообитание
Protea comptonii произрастает в Южной Африке и Эсватини. В Южной Африке встречается в двух разобщённых популяциях в провинциях Мпумаланга (восточная популяция) и Квазулу-Натал (северная популяция). Хребет Квазулу-Натал ограничен холмами вокруг города Фрейхейд и заповедником Итала в регионе ЭНготше вокруг города Лоусбург, но с 2019 года он исчез с холмов Фрейхейда. Популяция Мпумаланги распространяется также на территорию Эсватини, где дерево растёт только на крайнем северо-западе — эта популяция находится на холмах к югу от города Барбертон и к юго-востоку от Каапсехуп, [2] старого город золотой лихорадки — здесь находится древняя земля с особенной ультраосновной почвой. Здесь также встречается Protea curvata. В Эсватини это дерево растёт только недалеко от города Булембу и в национальном парке Малолотья.
Современное пространственное распределение вида разделено на более мелкие субпопуляции, большинство из которых очень малы, но исторически вид был гораздо более распространённым и образовывал большие рощи на лугах в горах Барбертона. Оставшаяся среда обитания в основном представляет собой фрагменты пастбищ между лесными плантациями [1]. Там, где вид всё ещё встречается — это часто доминирующее растение, образующее почти чистые насаждения.

## Экология
Этот вид встречается на горных лугах вокруг Барбертона, а в Квазулу-Натале — либо в сурвельде, либо в лугах в Зулулендском туманном поясе, на кварцитовых почвах. Растёт на крутых южных склонах среди обнажений кварцитов на высоте от 700 до 1800 м. Дерево цветёт зимой в горах Барбертон. [4] Опыление осуществляется некоторыми птицами. Его воздушные стебли могут пережить лесные пожары, которые периодически проходят через его среду обитания и снова дают ростки. Зрелые семена не остаются на растении, как это происходит у многих других видов протей, и высвобождаются из плодоножек сразу после созревания. Семена разносятся ветром. Крупный рогатый скот не питается листьями этого дерева или, по крайней мере, не трогают в вельде, однако поедается дикими антилопами.

## Охранный статус
Это единственный вид протей, охраняемый в Южной Африке в соответствии с Законом о национальных лесах 1998 года. В соответствии с этим законом нельзя каким-либо образом беспокоить, повреждать или уничтожать растения, а также нельзя владеть, собирать, транспортировать, покупать или продавать их продукты за исключением случаев, когда лицензия выдана соответствующим уполномоченным органом власти провинции.
В Эсватини этот вид находится под юридической защитой в соответствии с Законом об охране флоры 2000 года, будучи классифицированным как «находящийся под угрозой исчезновения» в Красном списке растений Южной Африки 2002 года Сетью ботанического разнообразия Южной Африки, ему была предоставлена защита «Списка А»; неясно, изменилось ли это сейчас, но статус вида был понижен до уязвимого.